# Melanargia tsinica
Melanargia tsinica är en fjärilsart som beskrevs av Wagener 1959 . Melanargia tsinica ingår i släktet Melanargia och familjen praktfjärilar. Inga underarter finns listade i Catalogue of Life.